# Hyperbaena undulata
Hyperbaena undulata är en tvåhjärtbladig växtart som beskrevs av Ignatz Urban och Ekman. Hyperbaena undulata ingår i släktet Hyperbaena och familjen Menispermaceae. Inga underarter finns listade i Catalogue of Life.